# هيلي أبوت
هيلي أبوت (بالإنجليزية: Hailey Abbott)‏ (1950)؛ روائية أمريكية.